# Raymond Guillaume des Farges
Raymond Guillaume des Farges (zm. 5 października 1346 w Tuluzie) − francuski duchowny. Krewny papieźa Klemensa V, który na konsystorzu 19 grudnia 1310 mianował go kardynałem diakonem Santa Maria Nuova. Nigdy nie przyjął święceń kapłańskich. Dziekan (od 1311) i archidiakon (od 1312) kapituły w Salisbury. Dziekan kapituły katedralnej w Bayeux od 1313. Kardynał protodiakon od marca 1342. Brał udział w konklawe 1342 i 19 maja tego roku koronował w Awinionie nowego papieża Klemensa VI. Zmarł w Tuluzie.